# Lena will es endlich wissen
"Lena will es endlich wissen" is een film uit 2011, geregisseerd en geschreven door Edwin Brienen. De film vierde première in de Berlijnse Volksbühne, 9 maart 2011. Een Nederlandse release wordt in 2012 verwacht.

## Verhaal
De 23-jarige Lena Liebling (een rol van Agnieszka Rozenbajgier) maakt haar droom als actrice waar, als zij een hoofdrol in het toneelstuk Huis clos van Jean-Paul Sartre verovert. Lena’s grootste probleem is de liefde, die ze klaarblijkelijk niet weet te vinden. Haar beste vriendin Becky (Vivien LaFleur) daarentegen, leeft met het motto “seks of liefde,  ‘t is beide harde arbeid’. Becky is een prostituee en krijgt Lena zelfs zo ver een klant van haar over te nemen. Wanhopig op zoek naar de liefde stemt Lena uiteindelijk toe. Ze betreedt een wereld van vrije liefde, alwaar bizarre slaven en zelfs Jezus Christus (Jaron Löwenberg) op haar pad komen. De toestand wordt nog gecompliceerder, als Lena in haar regisseur Dex White (Clayton Nemrow) verliefd raakt. Ondertussen kommert ze zich ook nog om haar eenzame vader, Lothar Liebling (Peter Kurth). Om de dood van zijn vrouw te vergeten, maakt hij andere mensen aan het lachen met zijn ballondieren.  